# Bonifacio di Losanna
Bonifacio di Losanna, o Bonifacio di Bruxelles, al secolo Bonifacio Clutinc (1181 circa – Abbazia di La Cambre, 19 febbraio 1260), è stato un vescovo cattolico e beato belga.
Fu un teologo del Brabante e fu vescovo di Losanna dal 1231 al 1239.
Si oppose fermamente all'imperatore Federico II di Svevia, atteggiamento che gli causò un attentato da parte del suo stesso clero, dopo il quale si ritirò nell'abbazia di La Cambre, dove visse gli ultimi anni della sua vita. La Chiesa cattolica lo ricorda il 19 febbraio.

## Agiografia

### Gioventù e studi
Nacque da genitori ferventi cristiani. Prima che nascesse, la madre, recandosi in chiesa, incontrò un vecchio dall'aspetto angelico che le predisse: «Il figlio che sta per nascervi diventerà illustre per la sua scienza e la sua dottrina, sarà amato da Dio e dagli angeli» e subito dopo scomparve.
Già da ragazzo mostrò una grande propensione per gli studi, che compì brillantemente. Rimasto orfano in giovane età, prima studiò presso il collegio di santa Gudula a Bruxelles, poi all'università di Parigi, dove andò a 17 anni. Conseguì il diploma di maestro d'arte e la laurea in teologia. Subito dopo fu ordinato sacerdote, gli venne dato il titolo di canonico del capitolo di santa Gudula e divenne professore di teologia presso la stessa Università di Parigi. Durante il carnevale del 1229 scoppiarono tumulti e risse fra gli studenti e i parigini. Vi fu una rivolta studentesca che durò a lungo causando morti e feriti e ciò causò un esodo di studenti e professori famosi verso università di provincia più tranquille, fra questi Giordano di Sassonia e lo stesso Bonifacio, che andò a insegnare presso la scuola cattedrale di Colonia attirato anche dalla fama di Alberto Magno che insegnava lì, vi restò dal 1229 al 1231.

### Vescovo di Losanna
La cattedra della diocesi di Losanna era ormai vacante da due anni, e per motivi di denaro i canonici non si accordavano sul nome del nuovo vescovo. Infine il papa Gregorio IX, cui era giunta la fama di grande cultura e di onestà di Bonifacio, decise di mandare lui come vescovo, che si insediò nel marzo 1231 e fu ben accolto dal capitolo dei canonici.
Bonifacio iniziò subito una campagna di moralizzazione del clero di Losanna, questo gli alienò le simpatie dei canonici, che possedevano molti beni e appartenevano alle famiglie nobili e influenti della città. D'altro canto il suo zelo pastorale nel far visita alle parrocchie, facendosi partecipe di tutti i bisogni materiali e spirituali dei fedeli, e la sua condotta di vita molto austera, gli guadagnarono la stima e la simpatia del popolo che iniziò ad amarlo.
Il suo carattere schietto e alieno dalla diplomazia gli causò parecchie noie quando fu mandato, in veste di legato pontificio, a Colonia per indagare sull'operato dell'arcivescovo di Colonia. A quel tempo si stava svolgendo un interminabile conflitto fra il Papa e l'imperatore Federico II. Bonifacio era apertamente schierato dalla parte del Papa e in più di un'occasione pronunciò frasi particolarmente dure nei confronti dell'imperatore e del clero corrotto che lo appoggiava.
Nel 1238 sfuggì ad un attentato organizzato contro di lui da alcuni membri del clero di Losanna che lui aveva attaccato per la loro condotta scandalosa.
Decise allora di andare a Roma dal papa, per dare le dimissioni dal suo incarico di vescovo di Losanna. Il papa che lo stimava moltissimo, accettò a malincuore le dimissioni e voleva offrirgli subito un'altra cattedra vescovile, ma Bonifacio rifiutò, preferendo dedicarsi alla vita claustrale. Ritornò quindi a Bruxelles nell'abbazia di La Cambre, dove risiedette per circa vent'anni fino alla morte.

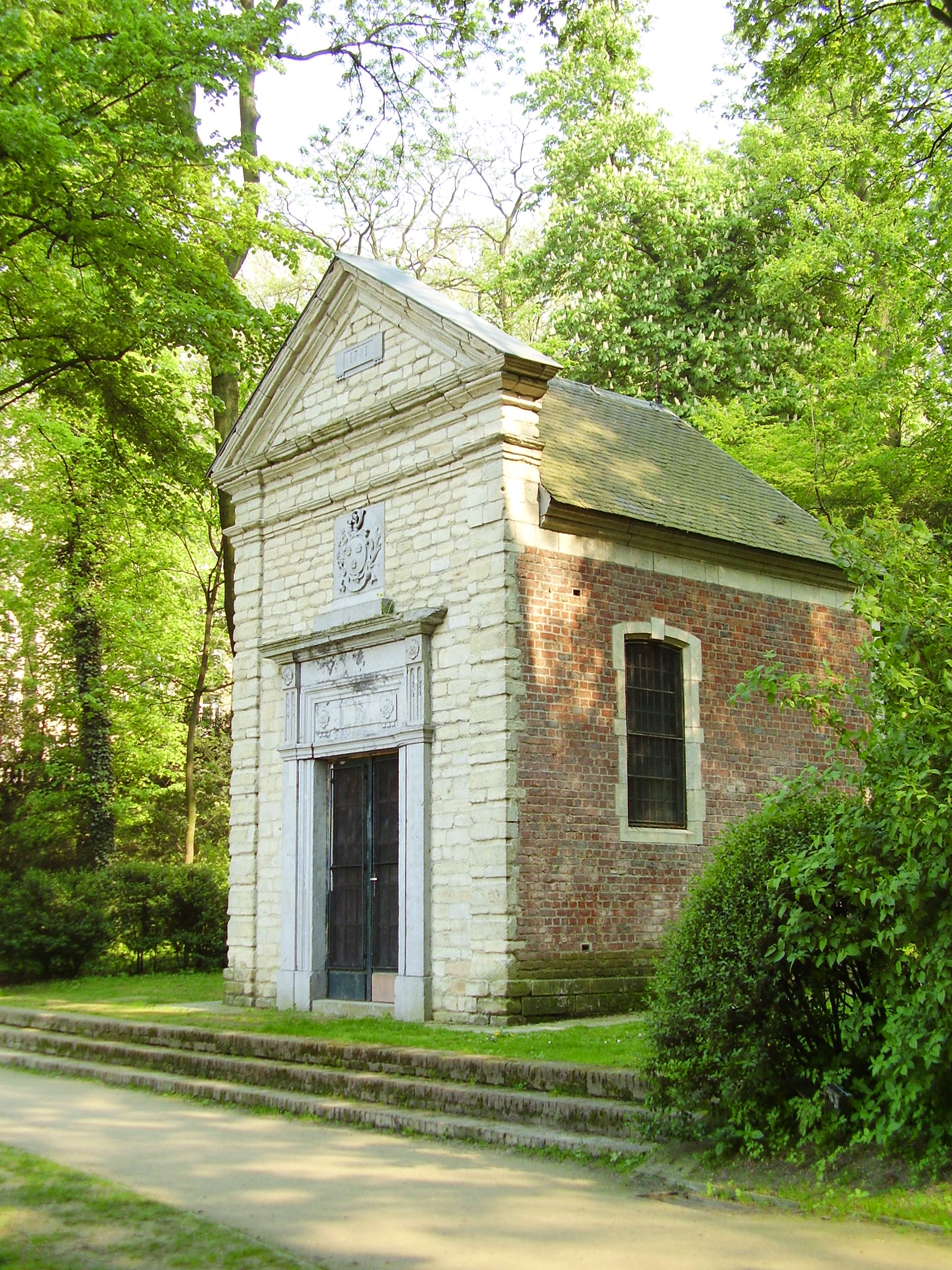
Cappella St Boniface a La Cambre

### Ritiro nell'abbazia di La Cambre
Pur facendo vita monastica Bonifacio non vestì mai l'abito cistercense, e spesso collaborò con il vescovo Robert de Thorote nell'amministrazione della grande diocesi di Liegi. Fu spesso incaricato di risolvere delicati conflitti d'autorità ecclesiastica. La sua reputazione di saggezza, di giustizia e di santità lo precedettero e furono sempre la sua carta vincente nella risoluzione dei problemi che gli venivano sottoposti. Antichi documenti lo nominano anche come partecipante a dei sinodi, a consacrazione di chiese, ecc., in veste di vescovo onorario. Tuttavia in quegli anni poté realizzare il suo più grande desiderio che era quello di fare una vita di preghiera e di ascesi. Morì il 19 febbraio 1260 nella stessa abbazia.

## Culto
- Il Martirologio Romano fissa la memoria liturgica il 19 febbraio.
- Alla sua morte fu seppellito nella chiesa dell'abbazia di La Cambre.
- Una cappella dedicata a san Bonifacio si trova dentro l'abbazia di La Cambre, a Bruxelles.